# Namga
Namga (Servisch cyrillisch Намга) is een plaats in de Servische gemeente Tutin. De plaats telt 189 inwoners (2002).